# TOP500

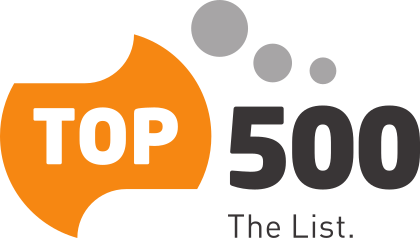
Logo del projecte TOP500.

Potència computacional total dels 500 sistemes computacionals més potents del món, 1993-2014.

Potència computacional total dels 500 sistemes computacionals més potents del món en 2016.

El projecte TOP500 és un rànquing dels 500 supercomputadors més potents del món realitzat per les següents entitats:
- Hans Meuer (†), Universitat de Mannheim (Alemanya)
- Jack Dongarra, Universitat de Tennessee (Knoxville)
- Erich Strohmaier, NERSC/Lawrence Berkeley National Laboratory
- Horst Simon, NERSC/Lawrence Berkeley National Laboratory
- Martin Meuer, ISC (International Supercomputing Conference) High Performance

El projecte s'inicia el 1993 i publica una llista actualitzada cada sis mesos. La primera actualització de cada any es realitza al juny, coincidint amb la International Supercomputer Conference, i la segona actualització es realitza al novembre en la IEEE SuperComputing Conference.

## Objectius
L'objectiu principal de la llista TOP500 és proporcionar una llista ordenada dels sistemes de propòsit general que són d'ús comú per a aplicacions de gamma alta. Els autors del Top500 es reserven el dret de verificar independentment, resultats LINPACK, i excloure els sistemes de la llista que no són vàlids o no són d'ús general. Amb sistema de propòsit general volem dir que el sistema informàtic ha de ser capaç de resoldre una àmplia varietat de problemes científics. Qualsevol sistema dissenyat específicament per resoldre el problema LINPACK de referència o tenir com a objectiu principal assolir una puntuació elevada en el rànquing Top500 serà desqualificat.

## Història
Les estadístiques en computadors d'altes prestacions són de gran interès per fabricants i usuaris.
Les persones volen saber on estan situats aquests computadors i les aplicacions que se'ls dona a aquests sistemes. Aquestes dades poden facilitar col·laboracions, intercanvi de dades i software, i poden ajudar a entendre millor el mercat de computadores d'altes prestacions.
Aquestes llistes estadístiques sobre supercomputadors van sorgir l'any 1986. Cada any Hans Meuer havia publicat des d'aleshores valoracions de fabricants de sistemes dels computadors vectorials, basats principalment, en els computadors del Seminari de Supercomputadors a Mannheim.
Aquestes estadístiques consistien només en el nom del fabricant, i ben aviat van deixar de ser útils. Es requerien noves dades que reflectissin la diversificació dels supercomputadors,l'enorme diferència de rendiment computacional entre un computador de gamma baixa i un de gamma alta, l'increment de la disponibilitat dels sistemes de processat massivament paral·lel (MPP),i el fort increment del poder de còmput dels models de computadors de gamma alta d'estacions de treball (SMP).
Per aportar un nou recopilatori estadístic, l'any 1993 es va decidir crear una llista amb els 500 computadors més potents. La llista es redacta dues vegades a l'any des de juny del 1993,amb l'ajut d'experts de computadors d'altes prestacions, científics computacionals, fabricants, i la comunitat d'Internet en general.

## Informació a la llista top 500
A la pàgina web oficial del projecte TOP500 podem trobar una part de la informació referent als supercomputadors que formen o han format part d'aquest rànquing al llarg dels anys.
Per tal mantenir la llista el més breu possible, en la pàgina web només se'ns mostra una part de la informació:
- Nworld - Posició en el TOP 500
- Fabricants - fabricant o venedor
- Ordinador - Tipus indicat pel fabricant o venedor
- Lloc d'emplaçament - Client
- Ubicació - Lloc i país
- Any - Any d'instal·lació o de l'última gran actualització
- Camp d'aplicació
- #Proc. - Nombre de processadors (nuclis)
- Rmax - Màxim rendiment LINPACK aconseguit
- Rpeak - Rendiment teòric màxim
- Nmax - Mida del problema per aconseguir assolir el rendiment màxim (Rmax)
- N 1/2 - Mida del problema per a assolir la meitat del rendiment màxim (Rmax)

En cas de voler saber alguna cosa més d'algun supercomputador en qüestió, es pot accedir a la pàgina web de l'organització que posseeixi aquella màquina. A la web Top500.org podem trobar-ne els diferents enllaços.

## Llista top 10 actual
| Rànquing | Nom                                     | País, any             | Processador          | Cores      | Rmax [TFlop/s] | RPeak [TFlop/s] | Sistema operatiu                    | Xarxa d'interconnexió             |
| -------- | --------------------------------------- | --------------------- | -------------------- | ---------- | -------------- | --------------- | ----------------------------------- | --------------------------------- |
| 1        | Summit                                  | Estats Units, 2019    | IBM POWER9           | 2.414.592  | 148.600        | 200.794,9       | RHEL 7.4                            | Dual-rail Mellanox EDR Infiniband |
| 2        | Sierra                                  | Estats Units, 2018    | IBM POWER9           | 1.572.480  | 64.640         | 125.712         | RHEL                                | Dual-rail Mellanox EDR Infiniband |
| 3        | Sunway TaihuLight                       | R.P. de la Xina, 2016 | Sunway SW26010       | 10.649.600 | 93.014,6       | 125.435,9       | Sunway RaiseOS 2.0.5                | Sunway                            |
| 4        | Tianhe-2A                               | R.P. de la Xina, 2018 | Intel Xeon E5-2692v2 | 4.981.760  | 61.444,5       | 100.678,7       | Kylin Linux                         | TH Express-2                      |
| 5        | Frontera                                | Estats Units, 2019    | Xeon Platinum 8280   | 448.448    | 23.516,4       | 38.745,9        | CentOS Linux 7                      | Mellanox InfiniBand HDR           |
| 6        | Piz Daint                               | Suïssa, 2018          | Intel Xeon E5-2690v3 | 387.872    | 21.230         | 27.154,3        | Cray Linux Environment              | Aries interconnect                |
| 7        | Trinity                                 | Estats Units, 2018    | Intel Xeon Phi 7250  | 979.072    | 20.158,7       | 41.461,2        | Cray Linux Environment              | Aries interconnect                |
| 8        | Al Bridging Cloud Infrastructure (ABCI) | Japó, 2018            | Xeon Gold 6148       | 391.680    | 19.880         | 32.576,6        | Linux                               | Infiniband EDR                    |
| 9        | SuperMUC-NG                             | Alemanya, 2018        | Xeon Platinum 8174   | 305.856    | 19.476,6       | 26.873,9        | SUSE Linux Enterprise Server 12 SP3 | Intel Omni-Path                   |
| 10       | Lassen                                  | Estats Units, 2019    | IBM POWER9           | 288.288    | 18.200         | 23.047,2        | RHEL                                | Dual-rail Mellanox EDR Infiniband |

## Supercomputadors que han estat Nº 1 de la llista TOP500 (1994 - 2019)
- IBM Summit (Laboratori Nacional d'Oak Ridge  Estats Units, Juny de 2018 - Present)[6]
- NRCPC Sunway TaihuLight (Centre Nacional de Supercomputació de Wuxi  R.P. de la Xina, Juny de 2016 - Juny de 2018)
- NUDT Tianhe-2A (Centre Nacional de Supercomputadors de Guangzhou  R.P. de la Xina, Juny de 2013 - Juny de 2016)
- Cray Titan (Laboratori Nacional d'Oak Ridge  Estats Units, Novembre de 2012 - Juny de 2013)[7]
- IBM Sequoia - BlueGene/Q (Laboratori Nacional Lawrence Livermore  Estats Units, Juny de 2012 - Novembre de 2012)[7]
- Fujitsu K computer (Institut Avançat de Ciències Computacionals de Riken  Japó, Juny de 2011 - Juny de 2012)
- NUDT Tianhe-1A (Centre Nacional de Supercomputadors de Tianjin  R.P. de la Xina, Novembre de 2010 - Juny de 2011)
- Cray Jaguar (Laboratori Nacional d'Oak Ridge  Estats Units, Novembre de 2009 - Novembre de 2010)
- IBM Roadrunner (Laboratori Nacional de Los Alamos  Estats Units, Juny de 2008 - Novembre de 2009)
- IBM BlueGene/L (Laboratori Nacional Lawrence Livermore  Estats Units, Novembre de 2004 - Juny de 2008)[8]
- NEC Earth Simulator (Earth Simulator Center  Japó, Juny de 2002 - Novembre de 2004)
- IBM ASCI White (Laboratori Nacional Lawrence Livermore  Estats Units, Novembre del 2000 - Juny de 2002)
- Intel ASCI Red (Laboratori Nacional de Sandia  Estats Units, Juny de 1997 - Novembre del 2000)[9]
- Hitachi CP-PACS (Universitat de Tsukuba  Japó, Novembre de 1996 - Juny de 1997)
- Hitachi SR2201 (Universitat de Tokio  Japó, Juny de 1996 - Novembre de 1996)
- Fujitsu Numerical Wind tunnel (Laboratori Nacional Aeroespacial del Japó  Japó, Novembre de 1994 - Juny de 1996)

## Altres rànquings[10][11]
| País          | Supercomputadors |
| ------------- | ---------------- |
| Xina          | 228              |
| Estats Units  | 117              |
| Japó          | 29               |
| França        | 18               |
| Alemanya      | 16               |
| Països Baixos | 15               |
| Irlanda       | 14               |
| Regne Unit    | 11               |
| Canadà        | 9                |
| Itàlia        | 5                |
| Altres        | 38               |

| Sistema Operatiu          | Supercomputadors |
| ------------------------- | ---------------- |
| Linux                     | 248              |
| CentOS                    | 129              |
| Cray Linux Environment    | 34               |
| bullx SCS                 | 16               |
| TOSS                      | 11               |
| SUSE Linux Enterprise S11 | 7                |
| Red Hat Enterprise Linux  | 7                |
| RHEL 7.6                  | 5                |
| Altres                    | 40               |

## Aplicacions dels supercomputadors
- Summit: el supercomputador més potent del món (actualment) el qual es va crear juntament amb Sierra, el segon més potent (en l'actualitat), encarregat d'investigació científica civil i està situal a Oak Ridge National Laboratory a Tennessee. Ocupa aproximadament dos camps de bàsquet i necessita 219km de cablejat per funcionar. Es fa servir per diferents camps científics que abarquen cosmologia, medicina i climatologia.
- Sierra: destinat a fer simulacions d'armes nuclears i està situat a Lawrence Livermore National Laboratory a Califòrnia.
- Sunway TaihuLight: el seu nom es tradueix com poder diví, la llum del llac de Taihu. Es va fer servir per fer la simulació més gran del Univers. Actualment, té múltiples utilitats, des de disseny d'armes nuclears fins a predicció del temps.

## Novetats en la supercomputació

### 2014
Al novembre de 2014, els Estats Units van anunciar que estaven desenvolupant dos nous supercomputadors per superar el Tianhe-2 de la Xina, que fins aleshores era considerat el supercomputador més ràpid del món. Els dos ordinadors, Sierra i Summit, superarien els 55 petaflops màxims de Tianhe-2, que fins aquell moment era el computador més potent i, per tant, el primer de la llista TOP500. Summit, el més potent dels dos, lliuraria entre 150 i 300 petaflops, però encara estava lluny de la seva finalització i el procés de desenvolupament del supercomputador seguia en curs. Al 10 d'abril de 2015, les agències governamentals nord-americanes van prohibir vendre xips, de Nvidia, a centres de supercomputació de la Xina ja que "actuaven en contra de la seguretat nacional" i, per tant, en contra dels interessos dels Estats Units, i també va prohibir a Intel vendre els seus xips "Xenon" perquè, segons els nord-americans, l'ús d'aquells xips estava sent utilitzat per la recerca d'armes nuclears, investigació la qual fou prohibida seguint la legislació nord-americana vigent.

### 2015
El 29 de juliol de 2015, el president Obama va signar una ordre executiva creant una Iniciativa Nacional d'Informàtica Estratègica que demanava el desenvolupament accelerat d'un sistema exascal (de 1000 petaflops) i finançava la investigació en informàtica post-semiconductora.

### 2016
El juny de 2016, l'empresa japonesa Fujitsu va anunciar a la Conferència Internacional de Supercomputació (ISC) que el seu futur supercomputador exascal comptaria amb processadors de disseny propi que utilitzarien l'arquitectura ARMv8. El programa Flagship2020, de Fujitsu, preveu trencar la barrera dels exaflops per a finals de 2020. Aquests processadors també implementaran extensions a l'arquitectura ARMv8 equivalent al' HPC-ACE2 que Fujitsu està desenvolupant juntament amb l'empresa britànica ARM Holdings.
En aquest mateix mes de l'any, el supercomputador Sunway TaihuLight esdevé el computador número 1 de la llista amb 93 petaflops per segon (PFLOP / s) en el benchmark de Linpack.
Al novembre de 2016, Piz Daint es va actualitzar, passant de la vuitena posició en el rànquing a la tercera, i deixant als Estats Units sense cap sistema computacional dins del TOP3.

### 2017
Inspur ha estat un dels majors fabricants de sistemes de computació d'altes prestacions amb seu a Jinan, Xina. Des de maig de 2017, Inspur es va convertir en el tercer fabricant en construir un sistema de 64 vies, un rècord, però, que ja havia estat dominat per IBM i HP temps abans. La companyia va registrar ingressos de més de 10 milions de dòlars i va proporcionar amb èxit diversos sistemes de computació d'altes prestacions a països de fora de la Xina com Sudan, Zimbabwe, Aràbia Saudita i Veneçuela. Inspur també va ser un important soci tecnològic darrere dels dos supercomputadors de la Xina, concretament Tianhe-2 i Taihu, que van liderar fins a novembre del 2017 les primeres posicions de la llista de supercomputadors Top500. Inspur i Supermicro van llançar algunes plataformes dirigides a computació d'altes prestacions mitjançant GPU com SR-AI i AGX-2 al maig del 2017.
Al novembre de 2017, per segona vegada consecutiva, no hi ha cap computador dels Estats Units dins del TOP3. El número 1 i el 2 encara pertanyen a la Xina, i el Piz Daint suís es manté a la tercera posició.

### 2018
El juny de 2018, es va finalitzar el desenvolupament del Summit, el gran supercomputador construït per IBM al Oak Ridge National Laboratory (ORNL) de Tennessee, Estats Units, que va començar el seu desenvolupament al 2014. A partir d'aquell moment va ocupar el primer lloc de la llista TOP500, convertint-se així amb el supercomputador més ràpid del món, amb un rendiment de 122.3 petaflop per segon (PFLOP / s). Sierra, el segon supercomputador que també van anunciar els Estats Units al 2014 que s'estava desenvolupant, va acabar-se de construir al mateix moment que Summit, i amb característiques similars, el sistema ubicat al Lawrence Livermore National Laboratory, Califòrnia, va posicionar-se al número 3 de la llista, passant per davant dels computadors xinesos.
Degut a l'impacte de Summit i Sierra, els Estats Units van tornar a ocupar el lideratge en la computació d'altes prestacions, amb el 38,2% de rendiment total instal·lat, mentre que la Xina va quedar en segon lloc amb el 29,1% del rendiment total instal·lat.

### 2019
El 18 de març de 2019, el Departament d'Energia i Informació dels Estats Units va anunciar que el primer supercomputador exaFLOP estaria operatiu al laboratori nacional d'Argonne a finals del 2021. L'ordinador, anomenat "Aurora", serà lliurat a Argonne per les dos empreses nord-americanes Intel i Cray.
El 7 de maig de 2019, el Departament d'Energia dels Estats Units va anunciar un contracte amb Cray per construir el supercomputador "Frontier" al laboratori nacional Oak Ridge, Tennessee. Es preveu que Frontier estigui operatiu al 2021 i amb un rendiment superior a 1,5 exaflops, convertint-se en l'ordinador més potent del món.

## Grans màquines que no es troben a la llista
Alguns sistemes importants no es troben a la llista. Un dels exemples més importants es el Blue Waters de la NCSA, que va anunciar públicament la decisió de no participar en la llista perquè no consideren que s'indiqui amb precisió la capacitat de qualsevol sistema a realitzar un treball útil. Altres organitzacions van decidir no enumerar els sistemes per raons de seguretat i/o competitivitat comercial. Al rànquing TOP500 no es van incloure màquines addicionals que no son capaces o no funcionen amb el benchmark de referència, com per exemple RIKEN MDGRAPE-3 i MDGRAPE-4.

### Computadors i arquitectures que han deixat la llista
El sistema IBM Roadrunner ja no es troba a la llista (i de fet, cap altre que utilitzi el coprocessador Cell o PowerXCell).
Tot i que hi va haver sistemes basats en el processador Intel Itanium (que van assolir la segona posició del rànquing al 2004), ja no en queda cap.
De manera similar, els processadors vectorials (basats en NEC, com per exemple el supercomputador NEC Earth Simulator que va ser el més ràpid l'any 2002) també han caigut de la llista. També els supercomputadors de Sun Starfire que van ocupar molt llocs en el passat ja no apareixen.
Els últims equips que no utilitzen Linux de la llista, els dos AIX que s'executen en POWER7 (que en juliol de 2017 van ocupar les posicions 494 i 495 i originalment les posicions 85 i 86), van abandonar la llista el novembre de 2017.